# Друштво ученица Велике женске школе
Друштво ученица Велике женске школе основано је 1884. године посредством наставница и тадашње управнице Више женске школе Катарине Миловук. Како су многе ученице ове школе биле материјално угрожене, ученице и наставнице су се на различите начине старале да зараде или, као прилог, добију новац за опремање ученица и куповање основних животних потрепштина, али и да би ученице имале помоћ у болести или сличним тежим приликама. Да би се оваква пракса институционализовала успостављено је једно овако друштво. Правила овог друштва одобрило је Министарство 22. децембра 1884. године, а неке допуне уведене су 1896. године.

## Правила Друштва[1]
- Помагање сиромашним ученицама Више женске школе месечном новчаном помоћи, или у оделу и обући, а такође у новчаној помоћи за време боловања.
- Виша женска школа у БеоградуДруштвени приходи били су: члански улози, добровољни прилози у новцу, оделу и школским потребама, добит од лутрија, концерата, посмртна завештања и интерес од друштвених капитала.
- Основни је капитал био 1500 динара, који ће се дати Управи фондова под интерес и на увећање нових сума. Само у случају великих потреба може се трошити и интерес од основних капитала.
- Управа Друштва могла је на поменуте циљеве месечно да потроши највише један месечни приход.
- Катарина МиловукЧланови друштва могли су бити почасни (добротвори), редовни и ванредни (помагачи).
- Управу друштва чини управитељка као председница, затим пословођа, благајник и управни чланови (из сваког разреда по једна ученица). Управне чланове бира главни годишњи скуп већином гласова, а њега су чинили само редовни чланови.
- У случају да Друштво не може да опстане, сва имовина се дели на сиромашне и добре ученице равноправно. Основни капитал се не сме крњити, све док не наступи таква околност.

Наставнице су са много добре воље помагале Друштву, на концертима су певале и свирале, декламовале, по чаршији и од угледних људи куповале прилоге, а исто тако утицале и на ученице да се и оне потруде да сакупе новац. Од прикупљеног новца набавиле би штофове, мараме, ципеле и друге потребе и тако оденуле и обуле преко сто ученица. Овим поклонима ученице би биле дароване обично о неком великом празнику, на пример Врбици или Материцама.
Друштвеном фонду помагали су и Кнегиња Јелена Петровна, Краљ Милан и Краљ Александар Обрeновић, Краљица Наталија и Анка Ст. Катић, као и многи други.